# Trioza centranthi
Trioza centranthi är en insektsart som först beskrevs av Jean Nicolas Vallot 1829.  Trioza centranthi ingår i släktet Trioza, och familjen spetsbladloppor. Arten är reproducerande i Sverige. Inga underarter finns listade i Catalogue of Life.